# Vilhelm Bille-Brahe
Adam Vilhelm baron Bille-Brahe (født 26. august 1855 i København, død 22. september 1942 sammesteds) var en dansk hovedkasserer.

## Karriere
Han var søn af baron Johan Christian Bille-Brahe, blev 1874 student fra Herlufsholm og 1880 cand. polit. 1881 blev han fungerende assistent i Finansministeriets 2. departement, 1886 bogholder i Det gjensidige Forsikringsselskab "Danmark" og var i årene 1903-1934 hovedkasserer. Bille-Brahe blev 1. januar 1927 udnævnt til kammerherre, men frabad sig senere titlen, da han på grund af alderdom ikke ønskede at forrette tjeneste ved hoffet.

## Billeshave
I 1863 fik maleren J.V. Gertner skøde på en grund udstykket fra Smidstrupgård i Rungsted af grev Ernst Moltke til Nørager – muligvis som betaling for et portræt. Snart efter lod Gertner opføre en cottagelignende bolig af røde mursten i en etage med højt saddeltag på Rungsted Strandvej 47B. I 1871 overtog William Scharling huset, der blev forhøjet. Senere blev det købt af Vilhelm Bille-Brahe, hvorved det fik sit nuværende navn Billeshave.
Bille-Brahe ægtede 14. oktober 1887 i Trinitatis Kirke Marie Elisabeth Malvina Vilhelmine Anastasia komtesse Moltke (11. marts 1864 i Venedig – 31. maj 1940 i København), datter af fhv. major i østrigsk tjeneste, kammerherre Adam Heinrich Carl greve Moltke og Olga komtesse Capizucchi di Cassini.